# Quảng trường khởi nghĩa Warszawa

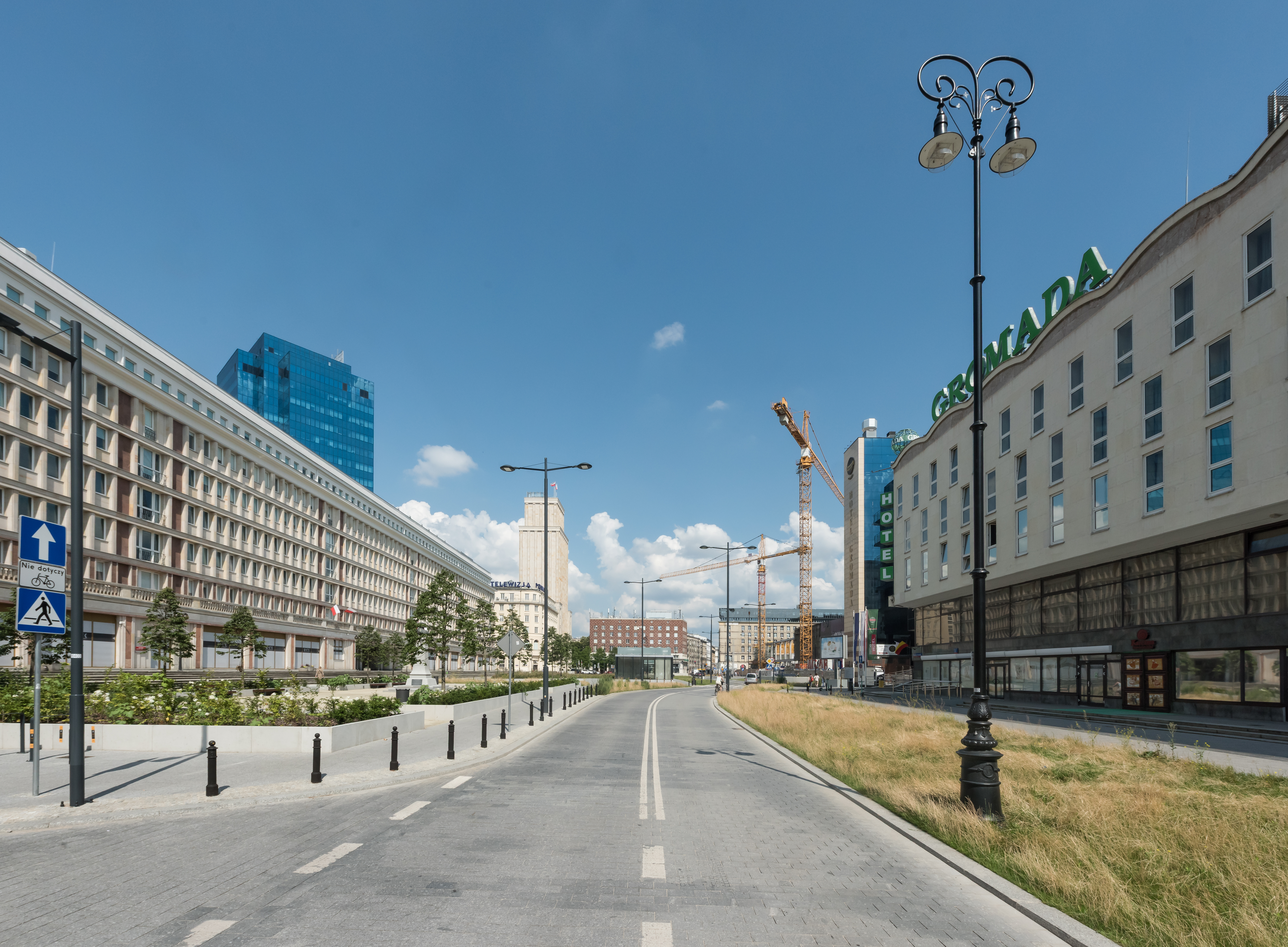
Tòa nhà Ngân hàng Quốc gia Ba Lan (phải) trên Quảng trường khởi nghĩa Warsaw, tại Warszawa.

Tọa độ: 52°14′9″B 21°00′47″Đ / 52,23583°B 21,01306°Đ
Quảng trường khởi nghĩa Warszawa (Plac Powstańców Warszawy, trước đây là Quảng trường Napoleon) là một quảng trường nằm ở quận trung tâm Warszawa của Śródmieście.

## Tổng quan
Nằm ở ngã ba của ulica więtokrzyska (phố Holy Cross) và ulica Szpitalna (Phố Hospital), và gần Nowy wiat (Phố New World), đây là một trong những quảng trường trung tâm của Warsaw. Hầu hết các tòa nhà của Quảng trường đã bị phá hủy trong Cuộc nổi dậy Warsaw năm 1944 và Quảng trường bây giờ chỉ đáng chú ý với hai địa danh: trụ sở của Ngân hàng Quốc gia Ba Lan (mà Varsovian thường gọi là " trumna " - "quan tài") và tòa nhà Prudential trước đây, là tòa nhà chọc trời thứ hai được xây dựng tại Warsaw và cao nhất cho đến những năm 1950.